# Gare de Meinohama
La gare de Meinohama (姪浜駅, Meinohama-eki) est une gare ferroviaire de la ville de Fukuoka, dans la préfecture du même nom au Japon. Elle est exploitée par la compagnie JR Kyushu et le métro de Fukuoka.

## Situation ferroviaire
La gare de Meinohama marque le début des lignes Chikuhi et Kūkō (les deux lignes sont interconnectées).

## Histoire
La gare a été inaugurée le 15 avril 1925. Le métro de Fukuoka y arrive le 22 mars 1983.

## Service des voyageurs

### Accueil
La gare dispose d'un bâtiment voyageurs ouvert tous les jours, avec des guichets et des automates pour l'achat de titres de transport.

### Desserte
- Ligne Kūkō :
  - voies 1 à 3 : direction Nakasu-Kawabata (interconnexion avec la ligne Hakozaki pour Kaizuka), Hakata et Aéroport de Fukuoka
- Ligne Chikuhi :
  - voie 4 : direction Chikuzen-Maebaru et Karatsu